# Марковцов Іван Валерійович
Іва́н Вале́рійович Марковцов — лейтенант Збройних сил України, учасник російсько-української війни.

## Короткий життєпис
Закінчив школу зі срібною медаллю, здобув ступінь магістра з обліку і аудиту — Миколаївський національний аграрний університет. Після того закінчив військову кафедру університету ім. Сухомлинського, молодший лейтенант.
Мобілізований в березні 2014-го, воював на території Донецької та Луганської областей. В травні 2014-го йому присвоєне військове звання лейтенант, командир 4-го взводу 2-го аеромобільного десантного батальйону 79-ї Миколаївської окремої аеромобільної бригади.
Виходив з оточення в районі Авдіївки — Амвросіївки, БТР було підбито, згорів разом з усіма особистими речами екіпажу. Лейтенант Марковцов воював і за Донецький аеропорт, після поранень лікувався в Одеському госпіталі.
20 червня 2015 року лейтенант Іван Марковцов одружився.

## Нагороди
За особисту мужність і героїзм, виявлені у захисті державного суверенітету та територіальної цілісності України, вірність військовій присязі під час російсько-української війни
- нагороджений орденом Богдана Хмельницького III ступеня (26.2.2015) — за знешкодження двох диверсійних груп супротивника і взяття їх у полон.